# کوایاما موتوهارو
ʔ
کوایاما موتوهارو (به ژاپنی: 桑山 元晴 くわやま もとはる)؛ یک سامورایی در دوره سنگوکو و آزوچی-مومویاما اهل ژاپن بود. او در نبرد سکیگاهارا به نفع خاندان توکوگاوا شرکت کرد.